# My Enemy (Skid Row)
My Enemy è un singolo del gruppo heavy metal statunitense Skid Row, pubblicato nel 1995 ed estratto dall'album Subhuman Race.

## Tracce
1. My Enemy (LP Version)
2. Ironwill (LP Version)
3. Frozen (Demo Version)